# 4025 Ridley
4025 Ridley eller 1981 WU är en asteroid i huvudbältet som upptäcktes den 24 november 1981 av den amerikanske astronomen Edward L.G. Bowell vid Anderson Mesa Station. Den är uppkallad efter britten Harold B. Ridley.
Asteroiden har en diameter på ungefär 4 kilometer.